# Freddy Mamani
Freddy Mamani Silvestre (Catavi, departamento de La Paz, Bolívia, 1 de novembro de 1971) é um engenheiro, pedreiro e arquiteto autodidata boliviano, reconhecido por seu trabalho conhecido como Nova arquitetura andina  ou Arquitetura Transformer, com mais de 60 projetos construídos na cidade boliviana de El Alto.

## Biografia
Mamani nasceu numa pequena comunidade aimará chamada Catavi, localizada no cantão  Konani, no município de Sica Sica da província de Aroma, do departamento de La Paz.
Começou a trabalhar com 1 ano, como assistente de pedreiro. Em 1986 realizou seus estudos na Faculdade Tecnológica de Construções Civis na Universidade Maior de San Andrés. Depois, cursou a carreira de Engenharia Civil na Universidade Boliviana de Informática (UBI).
É reconhecido a nível nacional por seu estilo denominado cholet. 

Freddy Namani é chamado de o "rei da arquitetura nos Andes", e chama a atenção por ser precursor e criador do estilo neo-andino. Seu trabalho tem o objetivo de colorir as ruas “monocromáticas” de El Alto, cidade que teve sua expansão com a construção de edifícios a partir de tijolos de barro tradicionais, em cores neutras, e habitada majoritáriamente por habitantes que migraram de áreas rurais.

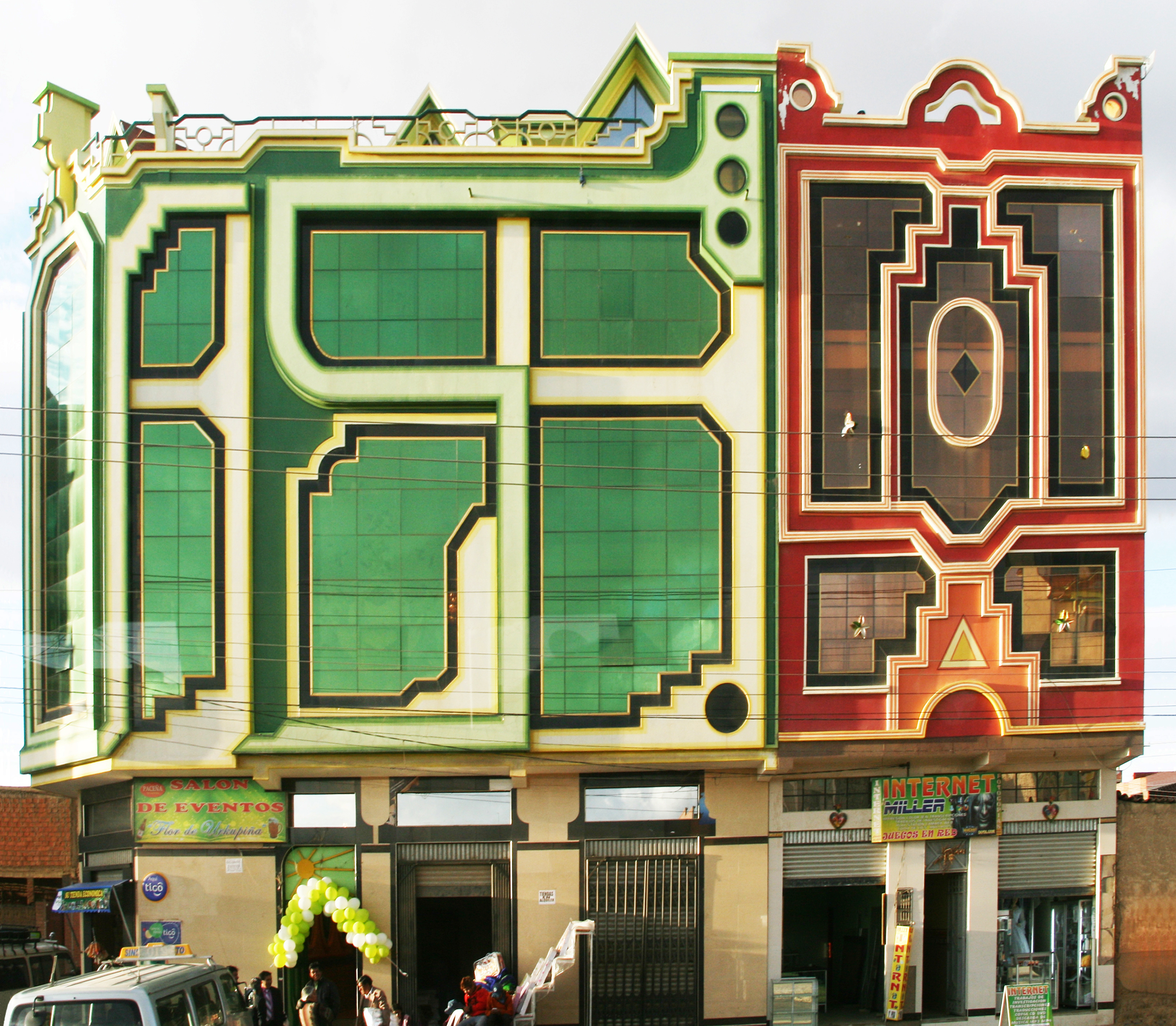
Cholets de Mamani

## Publicações
- Arquitectura andina de Bolívia: a obra de Freddy Mamani Silvestre. La Paz, 2014.